# Liboc
Pour rivière, voir Liboc (rivière).
Liboc est un quartier pragois situé dans le nord-ouest de la capitale tchèque, appartenant à l'arrondissement de Prague 6, d'une superficie de 425,0 hectares est un quartier de Prague. En 2018, la population était de 5 079 habitants.
La ville est devenue une partie de Prague en 1922.